# Учитель, Алексей Ефимович
Алексе́й Ефи́мович Учи́тель (род. 31 августа 1951, Ленинград) — советский и российский кинорежиссёр, сценарист, кинопродюсер и кинооператор, народный артист Российской Федерации (2002), художественный руководитель киностудии «Рок».

## Биография
Алексей Учитель родился 31 августа 1951 года в Ленинграде. В 1975 году окончил ВГИК, работал на Ленинградской студии документальных фильмов.
В 1990 году основал свою киностудию «Рок». Дебютом в качестве режиссёра игровых фильмов для Учителя стал фильм «Мания Жизели» в 1995 году.
Выход фильма «Матильда» (2017) сопровождал скандал. Фильм вызвал протесты со стороны представителей православной общественности, которая обвинила его создателей в оскорблении чувств верующих.
Член Союза кинематографистов России, член правления гильдии кинорежиссёров России, член президиума Российской Академии кинематографических искусств «Ника», президент Международного Кинофестиваля документального, короткометражного игрового и анимационного кино «Послание к Человеку» (с 2010).
С 2006 года Алексей преподаёт во ВГИК курс экспериментальной режиссуры, в 2016 году ему было присвоено звание профессора. Среди выпускников его курса: сын Илья Учитель, Рустам Мосафир, Анар Аббасов, Рената Джало, Ладо Моргания, Софья Меледина.
30 мая 2023 года Министерство культуры Российской Федерации исключило Алексея Учителя из экспертного совета по господдержке кино наряду с Владимиром Хотиненко, Антоном Златопольским, Константином Эрнстом и другими в связи с общим сокращением численности совета.
В марте 2024 года стал наставником конкурса дебютов Института развития интернета.

## Семья и личная жизнь
Отец — Ефим Юльевич Учитель (1913—1988), оператор и кинорежиссёр, коммунист — член ВЛКСМ (с 1929) и ВКП(б) (с 1940), народный артист СССР (1976), лауреат Сталинской премии первой степени (19 марта 1943) — за фильм «Ленинград в борьбе» (1942). С 1937 года — оператор (с 1964 — художественный руководитель) Ленинградской студии документальных фильмов.
Мать — Нина Константиновна Войцеховская (1922—1995), филолог, во время Великой Отечественной войны была инспектором на оборонительном заводе № 209 в блокадном Ленинграде, после войны редактор в ленинградском отделении крупнейшего советского издательства «Искусство». Занималась книжными сериями о театре и кино, где под её редакцией вышли биографии Аркадия Райкина (автор Адольф Бейлин), мужа Ефима Учителя (автор Нина Вольман) и других.
Жена (с 1981 года) — Кира Александровна Саксаганская (род. 1962), окончила МАДИ (1984), сооснователь и главный продюсер киностудии ТПО «Рок» (с 1991), член гильдии продюсеров России, генеральный директор НП «Новые проекты» (с 2003). Их сын — Илья Алексеевич Учитель (род. 1992), кинорежиссёр, окончил режиссёрский факультет ВГИКа (2014). C 2017 года сын встречается с Екатериной Тодоровской (род. 1995), кинорежиссёром, сценаристом и продюсером, дочерью режиссёра В. П. Тодоровского.
На протяжении нескольких лет Алексей Ефимович Учитель состоял в отношениях с Юлией Пересильд (род. 1984), актрисой театра и кино. От неё две внебрачные дочери: Анна (род. 2009) и Мария (род. 2013).
В настоящее время состоит в отношениях с Софьей Мелединой (род. 1997), своей бывшей студенткой. От неё внебрачная дочь Нина (род. 2021).

## Общественная позиция
В октябре 2008 года подписал открытое письмо-обращение в защиту и поддержку освобождения юриста нефтяной компании ЮКОС Светланы Бахминой.
В марте 2014 года поддержал аннексию Крыма, подписал письмо президенту России Владимиру Путину в поддержку аннексии.
В октябре 2022 года заявил о выходе из Российского оскаровского комитета, поскольку был не согласен с решением не выдвигать российские фильмы на соискание премии Американской киноакадемии.

## Фильмография
| 1975 | Ленинград — город-герой             |           |           |           | зелёная ✓ | документальное кино |
| 1975 | Ленинград. Годы и свершения         |           |           |           | зелёная ✓ | документальное кино |
| 1976 | Его звезда                          | зелёная ✓ |           |           | зелёная ✓ | документальное кино |
| 1977 | Наш дворец                          | зелёная ✓ |           |           | зелёная ✓ | документальное кино |
| 1977 | Сто тысяч я                         | зелёная ✓ |           |           | зелёная ✓ | документальное кино |
| 1978 | Ленинград                           |           |           |           | зелёная ✓ | документальное кино |
| 1978 | Ирина Колпакова                     |           |           |           | зелёная ✓ | документальное кино |
| 1979 | Пуск. Портрет одного события        | зелёная ✓ |           |           |           | документальное кино |
| 1979 | Мои комиссары                       |           |           |           | зелёная ✓ | документальное кино |
| 1980 | Сколько лиц у дискотеки?            | зелёная ✓ | зелёная ✓ |           |           | документальное кино |
| 1982 | Кто за?                             | зелёная ✓ |           |           |           | документальное кино |
| 1983 | Тебе доверена земля                 | зелёная ✓ | зелёная ✓ |           |           | документальное кино |
| 1983 | Акция                               | зелёная ✓ |           |           |           | документальное кино |
| 1983 | Секрет «Лауры»                      | зелёная ✓ |           |           |           | документальное кино |
| 1984 | Преодоление                         | зелёная ✓ | зелёная ✓ |           |           | документальное кино |
| 1985 | Уроки Ялты                          | зелёная ✓ |           |           |           | документальное кино |
| 1986 | Планета Наташа                      | зелёная ✓ |           |           |           | документальное кино |
| 1987 | Открытый урок                       | зелёная ✓ | зелёная ✓ |           |           | документальное кино |
| 1988 | Рок                                 | зелёная ✓ |           |           |           | документальное кино |
| 1990 | Обводный канал                      | зелёная ✓ | зелёная ✓ |           |           | документальное кино |
| 1990 | Ёлы-палы, или Митьки в Европе       | зелёная ✓ | зелёная ✓ |           |           | документальное кино |
| 1991 | Рок в России                        | зелёная ✓ | зелёная ✓ |           |           | документальное кино |
| 1992 | Последний герой                     | зелёная ✓ | зелёная ✓ |           |           | документальное кино |
| 1993 | Баттерфляй                          | зелёная ✓ | зелёная ✓ |           |           | документальное кино |
| 1995 | Мания Жизели                        | зелёная ✓ | зелёная ✓ | зелёная ✓ |           | художественное кино |
| 1997 | Элита                               | зелёная ✓ | зелёная ✓ |           |           | документальное кино |
| 2000 | Дневник его жены                    | зелёная ✓ |           | зелёная ✓ |           | художественное кино |
| 2001 | Петербург, Петербург, полная октава | зелёная ✓ |           |           |           | документальное кино |
| 2003 | Прогулка                            | зелёная ✓ |           | зелёная ✓ |           | художественное кино |
| 2005 | Космос как предчувствие             | зелёная ✓ |           | зелёная ✓ |           | художественное кино |
| 2008 | Пленный                             | зелёная ✓ |           | зелёная ✓ |           | художественное кино |
| 2010 | Край                                | зелёная ✓ |           | зелёная ✓ |           | художественное кино |
| 2014 | Восьмёрка                           | зелёная ✓ |           | зелёная ✓ |           | художественное кино |
| 2017 | Матильда                            | зелёная ✓ |           | зелёная ✓ |           | художественное кино |
| 2020 | Цой                                 | зелёная ✓ | зелёная ✓ | зелёная ✓ |           | художественное кино |
| TBA  | Шум времени                         | зелёная ✓ |           | зелёная ✓ |           | художественное кино |
| TBA  | Пушкин                              | зелёная ✓ |           |           |           | художественное кино |

Только продюсер
| - Собака Павлова (2005) - Связь (2006) - Враги (2007) - Игра (2008) - Слон (2010) - Жить (2010) - Захар (2011) - Бизнес по-русски (2011) - Музыкант (2011) - Суходол (2011) - Нет проблем (2012) - Дорога на (2012) - Я буду рядом (2012) - Море (2013) - Майор (2013) - 7 главных желаний (2013) - Дурак (2014) - Святый Боже (2016) - Амун (2016) | - Огни большой деревни (2017) - Позвоните Мышкину (2018) - Сокровища Ермака (2019) - Битва (2019) - Skype (2019) - It’s a match! (2020) - Ортино урочище (2020) - Стрельцов (2020) - Китобой (2020) - О тебе (2021) - Кроны нагнетают ветер (2021) - Однажды в пустыне (2022) - Земун (2022) - Уйти в остров (2022) - Щедрин-сюита (2022) - Девочка Нина и похитители пианино (2023) - Миттельмарш (2023) - Лёнечка (2023) - Летучий корабль (2024) - Плевако (2024) |

## Критика
Ряд фильмов Учителя вызвал негативное восприятие у разных людей. Фильм «Матильда» был воспринят негативно почитателями причисленного РПЦ к лику святых последнего российского императора Николая II, так как изображает его добрачные отношения с балериной Матильдой Кшесинской.
Фильм о Ленинградском рок-музыканте Викторе Цое «Цой» вызвал неприятие близких музыканта.
Фильм «Летучий корабль» вызвал неприятие режиссёра снятого за несколько десятилетий до этого на тот же сюжет мультфильма Гарри Бардина по вопросу соблюдения авторских прав, на что Учитель возражает, что его собственная работа это не ремейк картины старшего коллеги, а самостоятельные произведения на сюжет той же русской народной сказки.

## Награды
- 1980 — Премия Ленинского комсомола
- 1995 — Заслуженный деятель искусств Российской Федерации (4 августа 1995 года) — за заслуги в области искусства[30]
- 2000 — Премия «Ника», Гран-при «Кинотавра» и номинация на «Хрустальный глобус» (фильм «Дневник его жены»).
- 2002 — Народный артист Российской Федерации (14 января 2002 года) — за большие заслуги в области искусства[3]
- 2005 — Главный приз XXVII ММКФ — «Золотого Святого Георгия» и премию «Золотой орёл» за лучшую режиссёрскую работу (фильм «Космос как предчувствие»).
- 2007 — Орден Дружбы (21 марта 2007 года) — за заслуги в области культуры и искусства, многолетнюю плодотворную деятельность[31]
- 2010 — Орден «Ключ дружбы» (Кемеровская область)[32]
- 2011 — Премия «Мастер» на Ереванском кинофестивале «Золотой абрикос»
- 2012 — Орден Почёта (10 сентября 2012 года) — за большие заслуги в развитии отечественной культуры и искусства, многолетнюю плодотворную деятельность[33]
- 2023 — Орден «За заслуги в культуре и искусстве» (27 февраля 2023 года) — за вклад в развитие отечественной культуры и искусства, многолетнюю плодотворную деятельность[34]